# Linux Libertine
Linux Libertine est une police de caractères numérique, dotée d'un riche jeu de glyphes et gratuite. C'est une police à source ouverte, placée sous deux licences libres : GPL et OFL. Elle s'inscrit dans le projet « Libertine Open Fonts Projekt », dont le maître d'œuvre est le typographe allemand Philipp H. Poll. Le but du projet est d'offrir une substitution aux polices commerciales Times Roman et Times New Roman, mais une substitution possédant ses originalités propres. La police a été conçue grâce au logiciel libre FontForge.

## Description
Linux Libertine comprend plus de 2 000 caractères Unicode et permet de composer les alphabets latin, grec (monotonique ou polytonique), cyrillique et hébraïque. Ont été incorporés également : des ligatures (telles que ff, fi, ct…), des caractères de l'alphabet phonétique international, des flèches, des motifs floraux, des jeux de chiffres, des petites capitales, des chiffres elzéviriens et des minuscules supérieures. Au format OpenType, la police propose entre autres un crénage automatique et une mise en forme des fractions.
Linux Libertine est téléchargeable aux formats TTF, OTF et source. Elle se divise en 5 fontes de caractères :
1. Régulier ;
2. Gras ;
3. Italique ;
4. Gras italique ;
5. Petites capitales.

Le logo de Wikipédia utilise Linux Libertine. Pour les besoins de ce logo, la police a adapté sa lettre W pour correspondre au tracé croisé de la marque Wikipédia,. Ce tracé croisé () se trouve à l’emplacement U+E02F dans la zone à usage privé (1re partie) :  (visible uniquement si vous possédez la police).
LibreOffice, depuis sa version 3.3, fournit aussi cette police à ses utilisateurs (complétée par la suite dans la version 3.5).